# Ipomoea calophylla
Ipomoea calophylla là một loài thực vật có hoa trong họ Bìm bìm. Loài này được Fenzl mô tả khoa học đầu tiên năm 1844.